# Kasper Kiim Jensen
Kasper Kiim Jensen (* 12. August 1981) ist ein dänischer Badmintonspieler. 

## Karriere
Kasper Kiim Jensen gewann in Dänemark drei Nachwuchstitel. Bei der Junioren-Europameisterschaft siegte er im Herrendoppel mit Mathias Boe. 2001 belegte er Rang zwei bei den Portugal International und Rang drei bei den Norwegian International, ein Jahr später Rang zwei bei den Austrian International. 2003 wurde er Zweiter bei den Croatian International.

## Sportliche Erfolge
| Saison    | Veranstaltung                                    | Disziplin    | Platz | Name                                               |
| --------- | ------------------------------------------------ | ------------ | ----- | -------------------------------------------------- |
| 1996/1997 | Dänemark: Einzelmeisterschaften der Junioren U17 | Herrendoppel | 1     | Morten Hansen / Kasper Kiim Jensen, Greve          |
| 1998/1999 | Dänemark: Einzelmeisterschaften der Junioren U19 | Herrendoppel | 1     | Mathias Boe, Odense BK / Kasper Kiim Jensen, Greve |
| 1999      | Junioren-Europameisterschaft                     | Herrendoppel | 1     | Mathias Boe / Kasper Kiim Jensen                   |
| 1999/2000 | Dänemark: Einzelmeisterschaften der Junioren U19 | Herrendoppel | 1     | Morten Hansen / Kasper Kiim Jensen, Greve          |
| 2001      | Portugal International                           | Mixed        | 2     | Kasper Kiim Jensen / Pi Hongyan                    |
| 2001      | Norwegian International                          | Mixed        | 3     | Kasper Kiim Jensen / Julie Houmann                 |
| 2002      | Austrian International                           | Mixed        | 2     | Kasper Kiim Jensen / Helle Nielsen                 |
| 2003      | Croatian International                           | Herrendoppel | 2     | Jonas Glyager Jensen / Kasper Kiim Jensen          |